# Салфер-Спрінгс (Огайо)
Салфер-Спрінгс (англ. Sulphur Springs) — переписна місцевість (CDP) в США, в окрузі Кроуфорд штату Огайо. Населення — 197 осіб (2020).

## Географія
Салфер-Спрінгс розташований за координатами 40°52′20″ пн. ш. 82°52′35″ зх. д. / 40.87222° пн. ш. 82.87639° зх. д. (40.872221, -82.876427).  За даними Бюро перепису населення США в 2010 році переписна місцевість мала площу 0,62 км², уся площа — суходіл.

## Демографія
Згідно з переписом 2010 року, у переписній місцевості мешкали 194 особи в 73 домогосподарствах у складі 60 родин. Густота населення становила 311 особа/км².  Було 88 помешкань (141/км²).
Расовий склад населення:
| - 96,9 % — білих - 0,5 % — вихідців з тихоокеанських островів - 0,5 % — корінних американців - 0,5 % — чорних або афроамериканців |

До двох чи більше рас належало 1,5 %. Частка іспаномовних становила 0,5 % від усіх жителів.
За віковим діапазоном населення розподілялося таким чином: 24,2 % — особи молодші 18 років, 62,4 % — особи у віці 18—64 років, 13,4 % — особи у віці 65 років та старші. Медіана віку мешканця становила 37,7 року. На 100 осіб жіночої статі у переписній місцевості припадало 104,2 чоловіків;  на 100 жінок у віці від 18 років та старших — 98,6 чоловіків також старших 18 років.
Цивільне працевлаштоване населення становило 82 особи. Основні галузі зайнятості: виробництво — 32,9 %, сільське господарство, лісництво, риболовля — 24,4 %, публічна адміністрація — 20,7 %.